# Copa del Generalísimo 1972/73
Die Copa del Generalísimo 1972/73 war die 69. Austragung des spanischen Fußballpokalwettbewerbes, der heute unter dem Namen Copa del Rey stattfindet.
Der Wettbewerb startete am 20. September 1972 und endete mit dem Finale am 29. Juni 1973 im Estadio Vicente Calderón in Madrid. Titelverteidiger des Pokalwettbewerbes war Atlético Madrid. Den Titel gewann Atlético Bilbao durch einen 2:0-Erfolg im Finale gegen CD Castellón. Damit qualifizierten sich die Basken für den Europapokal der Pokalsieger 1973/74.

## Erste Runde
Die Hinspiele wurden am 20., 21., 27. und 28. September, die Rückspiele am 4., 12. und 18. Oktober 1972 ausgetragen.
|                       | Gesamt        |                           | Hinspiel | Rückspiel |
| --------------------- | ------------- | ------------------------- | -------- | --------- |
| CD Olímpico           | (a)2:2(a)     | Algemesí CF               | 2:1      | 0:1       |
| CD Eldense            | (a)3:3(a)     | CD Alcoyano               | 1:1      | 2:2       |
| Ontinyent CF          | (a)3:3(a)     | AD Hellín                 | 2:2      | 1:1       |
| CD Acero              | 2:7           | CD Cartagena              | 2:1      | 0:6       |
| CD Atlético Ciudadela | 2:1           | CD Atlético Baleares      | 0:0      | 2:1       |
| UD Poblense           | 1:2           | SD Ibiza                  | 1:2      | 0:0       |
| Real Linense          | 2:1           | Melilla CF                | 1:0      | 1:1       |
| CD O’Donnell          | 1:8           | Atlético Ceuta            | 1:2      | 0:6       |
| UD Lérida             | (a)2:2(a)     | SD Huesca                 | 1:0      | 1:2       |
| FC Girona             | 2:1           | CD Tudelano               | 2:0      | 0:1       |
| Calvo Sotelo CF       | 1:2           | CD Valdepeñas             | 1:0      | 0:2       |
| CD Colonia Moscardó   | 1:2           | Levante UD                | 0:0      | 1:2       |
| Vinaroz CF            | 3:2           | Atlético Madrileño        | 2:1      | 1:1       |
| CD Badajoz            | 5:4           | Castilla CF               | 4:1      | 1:3       |
| Sestao SC             | 3:2           | CD Mirandés               | 1:1      | 2:1       |
| SD Eibar              | 1:0           | CD Guecho                 | 1:0      | 0:0       |
| UD Arechavaleta       | 5:3           | CD Baskonia               | 2:1      | 3:2       |
| Bilbao Atlético       | 5:4           | CA Osasuna Promesas       | 3:1      | 2:3       |
| Racing de Ferrol      | (a)1:1(a)     | SD Compostela             | 1:1      | 0:0       |
| CD Getafe             | 3:4           | AD Torrejón               | 1:2      | 2:2       |
| Gran Peña Celtista    | 2:4           | CD Ourense                | 1:0      | 1:4       |
| CD Laredo             | 3:2           | SD Ponferradina           | 2:0      | 1:2       |
| CD Ensidesa           | 3:3 4:6 i. E. | UP Langreo                | 2:1      | 1:2       |
| UCD Chantrea          | 4:3           | Gimnástica de Torrelavega | 2:3      | 2:0       |
| CF Calella            | 3:2           | CD Masnou                 | 1:1      | 2:1       |
| AD Almería            | 7:2           | CA Malagueño              | 3:0      | 4:2       |
| Real Jaén             | 1:2           | Linares CF                | 1:1      | 0:1       |
| CD San Fernando       | 0:3           | Recreativo Huelva         | 0:2      | 0:1       |
| Sevilla Atlético      | 0:6           | RC Portuense              | 0:3      | 0:3       |
| SD Llodio             | 0:4           | Deportivo Alavés          | 0:2      | 0:2       |
| Zamora CF             | 0:4           | UD Salamanca              | 0:1      | 0:3       |
| CD Béjar Industrial   | 0:3           | FC Palencia               | 0:2      | 0:1       |
| CD Tortosa            | 2:3           | FC Villarreal             | 1:0      | 1:3       |
| CD Europa             | 4:7           | FC Terrassa               | 4:2      | 0:5       |

- Freilose: CD Menorca, CD Júpiter, FC Extremadura, Deportivo Xerez, CD Pegaso und Caudal Deportivo.

## Zweite Runde
Die Hinspiele wurden am 1. und 8. November, die Rückspiele am 14., 15. und 30. November 1972 ausgetragen.
|                  | Gesamt    |                       | Hinspiel | Rückspiel |
| ---------------- | --------- | --------------------- | -------- | --------- |
| Algemesí CF      | 1:4       | Levante UD            | 0:3      | 1:1       |
| Deportivo Alavés | 2:1       | UD Salamanca          | 2:1      | 0:0       |
| Vinaroz CF       | 2:0       | AD Hellín             | 2:0      | 0:0       |
| AD Torrejón      | 0:4       | CD Cartagena          | 0:0      | 0:4       |
| CD Menorca       | 1:4       | CD Atlético Ciudadela | 1:0      | 0:4       |
| SD Ibiza         | (a)1:1(a) | CD Júpiter            | 0:0      | 1:1       |
| Real Linense     | 0:3       | Atlético Ceuta        | 0:0      | 0:3       |
| Linares CF       | 4:2       | AD Almería            | 3:0      | 1:2       |
| FC Girona        | 0:1       | CF Calella            | 0:1      | 0:0       |
| FC Extremadura   | 5:6       | CD Valdepeñas         | 3:2      | 2:4       |
| CD Eldense       | 2:3       | FC Villarreal         | 2:0      | 0:3       |
| CD Badajoz       | 4:3       | Deportivo Xerez       | 3:1      | 1:2       |
| Sestao SC        | 1:0       | CD Laredo             | 1:0      | 0:0       |
| CD Pegaso        | 3:1       | FC Palencia           | 0:0      | 3:1       |
| UD Arechavaleta  | 4:3       | SD Eibar              | 2:1      | 2:2       |
| CD Ourense       | 3:2       | SD Compostela         | 2:0      | 1:2       |
| Caudal Deportivo | 1:2       | UP Langreo            | 1:1      | 0:1       |
| RC Portuense     | 1:2       | Recreativo Huelva     | 1:0      | 0:2       |
| UCD Chantrea     | 2:3       | Bilbao Atlético       | 1:1      | 1:2       |
| FC Terrassa      | 3:2       | UD Lérida             | 2:1      | 1:1       |

## Dritte Runde
Die Hinspiele wurden am 6., 7. und 13. Dezember, die Rückspiele am 20. Dezember 1972 ausgetragen.
|                       | Gesamt    |                         | Hinspiel | Rückspiel |
| --------------------- | --------- | ----------------------- | -------- | --------- |
| Deportivo Alavés      | 1:4       | FC Elche                | 1:0      | 0:4       |
| FC Barakaldo          | (a)1:1(a) | Linares CF              | 0:0      | 1:1       |
| Bilbao Atlético       | 2:3       | FC Cádiz                | 1:1      | 1:2       |
| CF Calella            | 3:4       | Real Valladolid         | 2:1      | 1:3       |
| CD Atlético Ciudadela | 2:3       | CD San Andrés           | 1:1      | 1:2       |
| Hércules Alicante     | 4:3       | Atlético Ceuta          | 3:0      | 1:3       |
| SD Ibiza              | 2:6       | Cultural Leonesa        | 0:1      | 2:5       |
| Levante UD            | 2:4       | RCD Mallorca            | 2:2      | 0:2       |
| Real Murcia           | 1:3       | CD Cartagena            | 1:0      | 0:3       |
| CD Ourense            | 4:3       | FC Córdoba              | 3:0      | 1:3       |
| CA Osasuna            | (a)1:1(a) | Recreativo Huelva       | 1:1      | 0:0       |
| CD Pegaso             | 2:4       | Gimnástico de Tarragona | 1:2      | 1:2       |
| FC Pontevedra         | 2:0       | UD Arechavaleta         | 2:0      | 0:0       |
| Rayo Vallecano        | 3:1       | CD Badajoz              | 1:0      | 2:1       |
| CD Sabadell           | 2:1       | UP Langreo              | 1:0      | 1:1       |
| Sestao SC             | 3:4       | FC Sevilla              | 3:2      | 0:2       |
| CD Teneriffa          | 5:2       | FC Terrassa             | 3:0      | 2:2       |
| CD Valdepeñas         | 2:1       | CD Mestalla             | 1:0      | 1:1       |
| FC Villarreal         | 2:3       | CD Logroñés             | 2:0      | 0:3       |
| Vinaroz CF            | 2:5       | Real Santander          | 1:1      | 1:4       |

## Vierte Runde
Die Hinspiele wurden am 10. und 17. Januar, die Rückspiele am 24. und 25. Januar 1973 ausgetragen.
|                         | Gesamt |                   | Hinspiel | Rückspiel |
| ----------------------- | ------ | ----------------- | -------- | --------- |
| FC Cádiz                | 2:3    | CD Logroñés       | 2:2      | 0:1       |
| CD Cartagena            | 0:2    | CD Sabadell       | 0:2      | 0:0       |
| Gimnástico de Tarragona | 2:6    | FC Barakaldo      | 2:0      | 0:6       |
| Cultural Leonesa        | 2:3    | Hércules Alicante | 2:0      | 0:3       |
| RCD Mallorca            | 1:2    | CD San Andrés     | 1:1      | 0:1       |
| FC Pontevedra           | 2:3    | Recreativo Huelva | 2:2      | 0:1       |
| Real Santander          | 2:3    | FC Sevilla        | 1:0      | 1:3       |
| CD Teneriffa            | 5:6    | CD Ourense        | 3:1      | 2:5       |
| CD Valdepeñas           | 1:2    | Rayo Vallecano    | 0:0      | 1:2       |
| Real Valladolid         | 4:1    | FC Elche          | 3:0      | 1:1       |

## Fünfte Runde
Die Hinspiele wurden am 7. und 8. Februar, die Rückspiele am 28. Februar 1973 ausgetragen.
|                     | Gesamt        |                   | Hinspiel | Rückspiel |
| ------------------- | ------------- | ----------------- | -------- | --------- |
| Atlético Madrid     | 1:2           | RCD Español       | 1:0      | 0:2       |
| FC Barakaldo        | 2:4           | Real Oviedo       | 2:1      | 0:3       |
| CD Castellón        | 5:1           | Real Valladolid   | 5:0      | 0:1       |
| Deportivo La Coruña | 5:1           | Hércules Alicante | 3:1      | 2:0       |
| FC Granada          | 3:2           | CD Logroñés       | 1:1      | 2:1       |
| Recreativo Huelva   | 0:2           | CF Barcelona      | 0:0      | 0:2       |
| UD Las Palmas       | 0:3           | CD Málaga         | 0:2      | 0:1       |
| Rayo Vallecano      | 1:4           | FC Valencia       | 0:1      | 1:3       |
| Real Sociedad       | 4:7           | CD Ourense        | 1:3      | 3:4       |
| CD San Andrés       | 1:1 2:3 i. E. | Betis Sevilla     | 1:0      | 0:1       |
| FC Sevilla          | 3:2           | Real Saragossa    | 1:0      | 2:2       |
| Real Gijón          | 7:2           | CD Sabadell       | 5:1      | 2:1       |

- Freilose: Real Madrid, Atlético Bilbao, FC Burgos und Celta Vigo.

## Achtelfinale
Die Hinspiele wurden am 26., 27. und 31. Mai, die Rückspiele am 2. und 3. Juni 1973 ausgetragen.
|                 | Gesamt    |                     | Hinspiel | Rückspiel |
| --------------- | --------- | ------------------- | -------- | --------- |
| Atlético Bilbao | 2:1       | Real Oviedo         | 2:0      | 0:1       |
| Betis Sevilla   | 4:3       | FC Burgos           | 2:1      | 2:2       |
| CD Castellón    | 1:0       | FC Valencia         | 0:0      | 1:0       |
| RCD Español     | (a)2:2(a) | Deportivo La Coruña | 1:2      | 1:0       |
| CD Málaga       | 2:0       | Celta Vigo          | 2:0      | 0:0       |
| CD Ourense      | 2:4       | FC Granada          | 1:1      | 1:3       |
| FC Sevilla      | 3:2       | CF Barcelona        | 3:1      | 0:1       |
| Real Gijón      | 2:1       | Real Madrid         | 1:0      | 1:1       |

## Viertelfinale
Die Hinspiele wurden am 9. und 10. Juni, die Rückspiele am 13. Juni 1973 ausgetragen.
|                     | Gesamt |                 | Hinspiel | Rückspiel |
| ------------------- | ------ | --------------- | -------- | --------- |
| CD Castellón        | 4:2    | Betis Sevilla   | 4:0      | 0:2       |
| Deportivo La Coruña | 0:4    | CD Málaga       | 0:2      | 0:2       |
| FC Sevilla          | 1:4    | Real Gijón      | 1:1      | 0:3       |
| FC Granada          | 2:5    | Atlético Bilbao | 0:0      | 2:5       |

## Halbfinale
Die Hinspiele wurden am 16. und 17. Juni, die Rückspiele am 23. Juni 1973 ausgetragen.
|                 | Gesamt |            | Hinspiel | Rückspiel |
| --------------- | ------ | ---------- | -------- | --------- |
| Atlético Bilbao | 3:1    | CD Málaga  | 2:1      | 1:0       |
| CD Castellón    | 3:0    | Real Gijón | 2:0      | 1:0       |

## Finale
| Atlético Bilbao                                    | Atlético Bilbao | CD Castellón | CD Castellón |
| -------------------------------------------------- | --- | --- | ------------ |
| Atlético Bilbao                                    | \| 29. Juni 1973 in Madrid (Estadio Vicente Calderón) \| \| Ergebnis: 2:0 (1:0) \| \| Zuschauer: 64.200 \| \| Schiedsrichter: Mariano Medina Iglesias \| | \| 29. Juni 1973 in Madrid (Estadio Vicente Calderón) \| \| Ergebnis: 2:0 (1:0) \| \| Zuschauer: 64.200 \| \| Schiedsrichter: Mariano Medina Iglesias \|                                                                                            | CD Castellón |
| Atlético Bilbao                                    | José Ángel Iribar – Iñaki Sáez , José Ramón Larrauri, Félix Zubiaga (72. Jesús Aranguren) – Agustín Guisasola, José Ángel Rojo – José María Lasa, Ángel María Villar, Antón Arieta (74. Carlos Ruiz Herrero), Fidel Uriarte, Chechu Rojo Cheftrainer: Milorad Pavić ( Jugoslawien) | Pedro Corral – Manuel Figueirido, Cela , Pascual Babiloni – Óscar Ramírez, José Fernando Ferrer (77. Jorge Cayuela) – Tonín, Vicente del Bosque, Manuel Clares (46. Ortuño), Juan Planelles, Félix Carnero Cheftrainer: Lucien Muller ( Frankreich) | CD Castellón |
| Atlético Bilbao                                    | 1:0 Antón Arieta (27.) 2:0 Félix Zubiaga (54.) | | CD Castellón |
| Atlético Bilbao                                    | José Fernando Ferrer (1. HZ) | | CD Castellón |
| 29. Juni 1973 in Madrid (Estadio Vicente Calderón) | | |              |
| Ergebnis: 2:0 (1:0)                                | | |              |
| Zuschauer: 64.200                                  | | |              |
| Schiedsrichter: Mariano Medina Iglesias            | | |              |